# Константиново (Куявсько-Поморське воєводство)
Константиново (пол. Konstantynowo) — село в Польщі, у гміні Ваґанець Александровського повіту Куявсько-Поморського воєводства.
Населення — 128 осіб (2011).
У 1975-1998 роках село належало до Влоцлавського воєводства.

## Демографія
Демографічна структура станом на 31 березня 2011 року:
|          | Загалом | Допрацездатний вік | Працездатний вік | Постпрацездатний вік |
| -------- | ------- | ------------------ | ---------------- | -------------------- |
| Чоловіки | 68      | 18                 | 47               | 3                    |
| Жінки    | 60      | 15                 | 32               | 13                   |
| Разом    | 128     | 33                 | 79               | 16                   |